# A gólyakalifa (regény)
A gólyakalifa Babits Mihály első regénye. A mű egyszerre lélektani és detektívregény, a személyiséghasadás és személyiség-megkettőzés modern lélektani földolgozása. Az úrifiú és iparostanonc kettős életű figurájának életét követhetjük nyomon tizenhat éves korától. A regényt több mint hússzor adták ki első megjelenése óta, film készült belőle, később színre is vitték, és azóta is játsszák. A mű többek között angol, német, cseh és finn nyelven is megjelent.

## Megjelenés
Babits Mihály A gólyakalifa című regénye elsőként a Nyugat című folyóiratban jelent meg 1913-ban, a 24. szám 805-907. oldalain, könyv alakjában pedig csak három évvel később, 1916-ban adták ki először (ez már egy lírai, tudatosan szerkesztett változat). Azóta több mint húsz kiadást ért meg.

## A történet
|  | Alább a cselekmény részletei következnek! |

### 1. fejezet
Tábory Elemér boldog mintagyerek, aki látszólag felhőtlen életét éli, amikor felfedezi, hogy tulajdonképpen ketten élik életüket. Ekkor mindössze tizenhat éves. Másik énje a fiú furcsa álmaiban nyer életteret, ahol teljesen ellentétes szerepben, alantas munkát végezve, megaláztatások sorozatával tengeti napjait. A korrespondencia azonban nem tökéletes, Elemér ködös emlékei, irracionális félelmei homályosan, elmosódva kísérték végig addigi életét, de nem foglalkozott ezzel különösebben.
Elemér számára a majális napján kezdődik a szerepek keveredése, ráébred, hogy álma több mint átmeneti, ekkor tudatosul benne álombeli énjének saját élete, vagy legalábbis ennek lehetősége. Így hát a regényben szerepel egy eredeti személyiség és egy alteregó, alternatív jelleget adva Tábory Elemér és az asztalos inas tudatának. Az emlékek „eloszlása” különböző, az álombeli részletek az inas elméjében raktározódtak el, ugyanakkor felsejlenek az Elemér ébrenlétébe átszivárgott emlékfoszlányok, viszont a másik személyiségnek nincs konkrét emléke Tábory Elemér világáról – legalábbis a történet elején.

### 2. fejezet
Elemér ismét a hatodik osztályos, boldog gyerek szerepében ébred, azonban emlékszik szörnyű álmára. Elemér számára itt kezdődik a szerepek keveredése, a realizáció.

### 3. fejezet
Álmában újra az asztalosinas szerepében találja magát, majd megszökik a műhelyből. Miután felébred, ellátogat szeretett tanárához, Darvashoz, akinek hatalmas magánkönyvtára van. Álomfejtéssel kapcsolatos könyveket kér tőle, s itt találkozik olyan olvasmányokkal, amelyek személyiség-megoszlásról szólnak. Elemér úgy véli, neki nincs ilyen problémája, hiszen mind a két énjéről tud, ezért mindent, ami történik vele, rossz álomként fogja fel.
A negyedik fejezetben történik utalás először a gólyakalifa történetére: „Mint a mesebeli kalifa, aki gólyává változott, és elfeledte a varázsszót, amivel emberré visszaváltozhat”

### 4. fejezet
Egy ideig Elemért nem zavarják a rossz álmok. Párhuzamokat fedez fel álombéli és való élete között személyek és események kapcsán.
Az iskolában egyik tanára által értesül egy hírről: egy diák ellopta barátja bizonyítványát, hogy másik iskolába iratkozhasson. Ez nagyon felzaklatja őt, nehezen tér napirendre felette.
Kapcsolatot létesít egy utcalánnyal, akit meztelen női húsként kezel. Elemér ekkor döbben rá, hogy él benne egy nyers, durva, érzéketlen személy is.

### 5. fejezet
Az idő egyre csak telik, Elemér leérettségizik. Ekkor jelenik meg a regényben az egyik kulcsszereplő, Etelka, akit Elemér sokszor egy bizonyos Csendistennőhöz hasonlít. A helyzet adott lenne: Etelka mellett elfelejthetné rossz gyermekkori élményeit, vonzalmuk boldogságban kiteljesedhetne, s visszaránthatná Elemért a személyiségzavarból, de ez nem történik meg, kapcsolatuknak nem lesz ilyen teremtő ereje.
A pár Velencébe utazik, annak reményében, hogy Elemérnek sikerül szép és vonzó emlékekkel gazdagodva eltemetni másik énjét, s eleinte valóban: ugyanolyan jól érzi magát, mint a majálison. Velencéről pontos és részletes leírást olvashatunk a vonatkozó részeken – Babits élénk színekkel idézi Velence történelmi és művészeti emlékeit, aki ekkor már negyedik itáliai útja után volt túl – A gólyakalifa prózai ábrázolása valósággal útikalauzszerűen használható.
Az idill azonban nem tart sokáig: éjjel újra álmodik, miután másik énjére ébred, aki nem akar tovább Velencében maradni, így elmenekül. Ellop egy bizonyítványt, s szerencsétlenségére ezt egy elnöki szolga meglátja. A szolga illegális munkára kényszeríti az igazság elhallgatásának ellenében, amit Elemér ily módon kénytelen megtenni.

### 6. fejezet
Elemér okmánybélyegeket hamisít, ezzel lelkében hatalmas törés keletkezik, a romlatlan erkölcsű férfi ténylegesen bűnözővé válik. Ekkor még él benne a remény, hogy képes lesz úrrá lenni álmain, de egyre kevésbé tudja, mi az, amit álmodik, és mi a valóság. Még nem mondana le az életéről, küzdene, hogy szembeszálljon önmagával, de álmában minduntalan a vágy és a gyávaság uralkodik el rajta, egyre nagyobb kétségek közé taszítva őt.

### 7. fejezet
Álmodik, s egy játékteremben találja magát. Megismerkedik egy nővel, Silviával, aki kegyeibe férkőzve eljátssza minden pénzét, így kénytelen hazautazni. Egyre inkább elhalványul a vonal a két élet között, magát Elemérként említi. Hirtelen váltás következik: azt hiszi, amit eddig álomnak hitt az a valóság.

### 8. fejezet
Elemérhez ellátogat nagynénje, ebben a fejezetben végig Elemérként van jelen, most a díjnokról beszél egyes szám harmadik személyben.

### 9. fejezet
A regény utolsó – illetve utolsó előtti – fejezetében egyre jobban felgyorsulnak az események, közelít a mindent lezáró vég. Elemérnek már csupán három napja van, ugyanis a díjnok elárulta, hogy bűnt követett el. A regényben innentől szinte teljesen a díjnoké lesz a főszerep, ezúttal Elemér jelenik meg az ő álmaiban, és nem fordítva. Elemér világa, szokásai, emlékei fokozatosan bekerülnek a díjnok gondolatvilágába. Miután a bizonyítványhamisítás után bélyeget is hamisít, elszórja tisztességtelenül megszerzett pénzét, míg végül már csak az öngyilkosságban látja az egyetlen lehetséges kiutat. Elemérként képtelen elaludni, a hamisítás és sikkasztás után gyilkosságba hajszolja magát: a kocsmából egy lánnyal tér haza, aki arájára, Etelkára emlékezteti, s megfojtja a nőt. 
Egyre zaklatottabbá válik a történésektől, minden vágya kiirtani magából a már teljes mértékben elszabadult alteregóját, aki felett már semmi kontrollja nincs. A mindig tiszta erkölcsű, kétségbeesett fiú is ugyanabban látja a megoldást, mint „rosszabbik fele”, s meg akarja ölni a díjnokot. Különös, hogy az egyébként lágyszívű Etelkája is erre buzdítja – ölje meg a díjnokot, álmában. Elemér tehát másik énjét, a díjnok életét akarja kioltani, amely egy végtelenül tragikus döntés, hiszen egyértelmű: vele együtt hal Tábory Elemér is, mindkét személyiség végét jelenti ez. „Tábory Elemért „halva találták szobájában, a homlokán lőtt sebbel, és semmiféle fegyver nem volt körülötte. Mi történhetett? Semmiféle nyomozás nem vezetett eredményre.”

### 10. fejezet: Az író levele
A látszólag különálló, rövid függelék szolgál a hitelesítésre, s helyezi el a történetet egy reális keretben. Az író, Babits Mihály barátjához – Móricz Zsigmondhoz szól. Egy három éve történt halálesetről számol be, amiről az újságok is írtak (a fikció valóságként beállítása), és ahol nem került elő fegyver, így rejtély övezi az ügyet, s ezúton közli barátjával, hogy a neveket mind megváltoztatta „De te tudni fogod, kiről van szó.” A lélektani regény így válik végső soron detektívtörténetté.
|  | Itt a vége a cselekmény részletezésének! |

## Forma
Formáját tekintve a mű 11 fejezetből áll össze, melyek tartalmilag koherensek, ez alól kivétel az utolsó, tizenegyedik rész. A mű tehát két szövegnek is tekinthető. Az egyik a Tábory Elemér önéletírása címet viseli (1-10. fejezet), a másik (11.) egy alig egylapos utóhang, Az író levele, mely az eredeti kiadásban, a külső referencialitást erősítendő, Az író levele Móricz Zsigmondhoz. 
Babits Mihály a fiktív történetet ezzel a levéllel egy valóságos keretbe helyezte, megadva a regény látszólagos hitelességét. Ez az utószó funkcionálhat afféle realista keretként, amelynek célja útbaigazítani az olvasót, és kijelöli az interpretációs teret. Ez a szerkesztési mód nem Babits leleménye, a világirodalomban sok olyan szöveggel találkozhatunk, amely látszólag pontos külső referenciát tartalmaz. Például ilyen történet Ernst Theodor Hoffmann 1816-os Der Sandmann-ja (A homokember), amelynek szövegében három egymással dialogizáló levelet követ az elbeszélőnek a történetet látszólag lezáró, valójában azonban nyitva hagyó utóirata.

## Műfaji kérdések, hatások, rokon művek
Irodalmi köztudatunk többnyire a századfordulón kiteljesedő lélektani regény műfaji képviselőjeként tartja számon A gólyakalifát. Nyilvánvalóan angol olvasmányélmények húzódnak meg a háttérben, Schöpflin Aladár szerint a lélektani fantasztikum regényes kifejezésének páratlan példája a magyar irodalomban.
Babits Mihály olvasmányélményei között köztudottan ott szerepelt a fantasztikus elbeszélések egyik klasszikus szerzője, Edgar Allan Poe több műve is. Az 1927-ben megjelent, több mint egy tucat elbeszélést tartalmazó Poe novellaválogatást (Groteszk és arabeszk) Babits Mihály fordította magyarra, aminek azért is lehet nagy jelentőséget tulajdonítani, mert Babits sok kortársával ellentétben borzasztó nagy kénnyel és igényességgel válogatta meg lefordítani kívánt szövegeit. A regényíró Babits számára Edgar Allan Poe lehetett tehát az abszolút követendő minta, s egyes kritikusok Robert Louis Stevensont tartják a másik lehetséges szerzőnek, aki nagy hatással volt Babitsra, s ezáltal A gólyakalifa megszületésére is. Ezen felül Babits Mihálynak biztosan ismernie kellett Freud tanítását, a tudatalattiból álmok útján felszínre törő sötét ösztönök téziseit.
Továbbá megközelítésbeli hasonlatosságot a tudathasadásos képek megjelenítése William Wharton Madárka című regényével, melyben a főszereplő fiú minden éjszaka madárnak álmodja magát. Rokonítható még a mű problematikája, a „rossz én témaköre” Peter Marshall Nincs helyed a temetőben című művével is, bár szinte teljes mértékben kizárt, hogy e két szerző ismerte volna A gólyakalifát.

## A cím jelentése
A regény címe az arab tündérmesére utal (Ezeregyéjszaka), a kalifára, aki hol emberalakban, hol gólyaformában él, az átmenetet pedig a Mutabor (meg fogok változni) szó kimondásával tudja megteremteni. A konfliktus abból adódik, hogy a kalifa gólyává változva képtelen visszaemlékezni a varázsszóra, így véglegesen a gólya formájában marad. Ezzel a (nem lényegtelen) azonossággal azonban vége is a két mű párhuzamának, a regényben a mese elemeire nagyon kevés utalás esik. Az ezeregyéjszakabeli történet szerencsés véget ér: egy hűséges barát segítségével megoldódik a probléma, és a kalifa visszatér emberi alakjába, mely történetet Wilhelm Hauff is feldolgozta. Karinthy Frigyes kritika alá vette a címet, azonban javaslatát, mely szerint izgalmasabb címmel kelendőbbé vált volna a regény, Babits nem fogadta meg.

## Elemér és az alteregó

### Az alteregó
Alteregójának származása és korábbi létének körülményei bizonytalanok, részletekre nem emlékszik, bár Elemérrel egyidős. Nincs neve, illetőleg ha van is, az nem hangzik el Elemér álmaiban, továbbá soha nem íródik le a történetben sehol sem. Annyi információ áll róla rendelkezésre Elemérnek – és ezáltal az olvasónak is, hogy az inas magyar, élettere a főváros valamely külvárosa vagy szegénynegyede.
Elemér megrémül az álma folytatólagosságától, az álombeli alteregóval való esetleges azonosulás lehetőségétől. Az éjszaka és a nappal egymást felváltják, ugyanakkor kizárják a két személyiség számára, életüket a másik napirendje, tevékenysége szabályozza. A személyiségváltás, az elalvás és a felébredés pillanata lesz életük legfőbb tagoló eleme.
Tábory Elemér fölénye viszont sokáig adott, nem keletkezik olyan törvényszerűség, amelyben minden nappal Elemér életét, és minden éjjel az asztalos inas életét vinné tovább a regény. Azonban mindkettejük élete nappal zajlik, vagyis Elemér álmában a másik személyiségnek nappal van, ugyanakkor az alteregó álmában Elemér éli a maga nappali életét.
Az álom és az ébrenlét választóvonalának eltolódása mindig a másik személyiség életének érvényre juttatását idézi elő, így folyamatosan zavart okoz. Elemér az álombeli közeg szereplőivel azonosítja az ismerősnek vélt mellékszereplőket, bár saját életében ezek az emberek egészen más kapcsolatban állnak vele, mint alteregójával. Épp ezért kétséges és ingatag számára annak megállapítása, hogy ezeknél az embereknél a személyiség testi azonosságairól van-e szó, vagy csupán egyes ismérvek véletlenszerű, kinézetbeli megegyezéséről.

### A két személyiség közti különbségek
Tábory Elemér élete élményekben gazdag és változatos, harmonikus, alapvetően optimista és nyitott a világ dolgai iránt, családja és barátai biztos támaszt nyújtanak neki – s ebben az életmodellben bizony felfedezhetjük a Babits korabeli patriarchális, vidéki életformát. Ez szinte szöges ellentéte az alteregó-én életének: az inas mindennapjai üresek és monotonak, szinte lehetetlennek tűnik a kitörés, emiatt pesszimista és folyamatosan torzul a személyisége. A sikeres szökés sem ambiciózus törekvés eredménye, csupán a bűntudat, és a rettegés veszi rá. Az asztalosinas környezete a külvárosi világ, mely meglehetősen elmaradott ebben a korban.

## Adaptációk

### Film
A gólyakalifából 1917-ben Karinthy Frigyes közreműködésével film készült, melyet a budapesti Uránia mozi be is mutatott. A film vetítésén Ady Endre is ott volt Csinszkával. A filmet meglepő siker övezte, az amerikai filmgyárak még a 30-as évek elején is szerettek volna tőle szövegkönyvet kapni.

### Opera
A műből Gyöngyösi Levente  1998–99-ben írt kétfelvonásos operát, amelyet teljes egészében a Magyar Állami Operaház 2005-ben tűzött műsorára. A szövegkönyvíró, Balla Zsófia határozott kézzel nyúlt a regényhez, azonban önkényes változtatásokat is eszközölt rajta, átírva és beletoldva kissé a történetbe. A darabot Harangi Mária rendezte, a karmester Vashegyi György volt. Kettős szereposztásban Tábory Elemért Sólyom-Nagy Máté/Rezsnyák Róbert, az álombéli alteregót, a szomorú asztalosinast Ambrus Ákos/Réti Attila vitték színre.